# Thomas Doherty
Thomas Anthony Doherty (Edinburgh, Skócia, 1995. április 21. –) skót színész és énekes.
Legismertebb alakítása Harry Hook az Utódok 2. (2017) és az Utódok 3. (2019) című filmekben. A fentiek mellett az The Lodge és a Legacies – A sötétség öröksége című sorozatokban is szerepelt.

## Fiatalkora

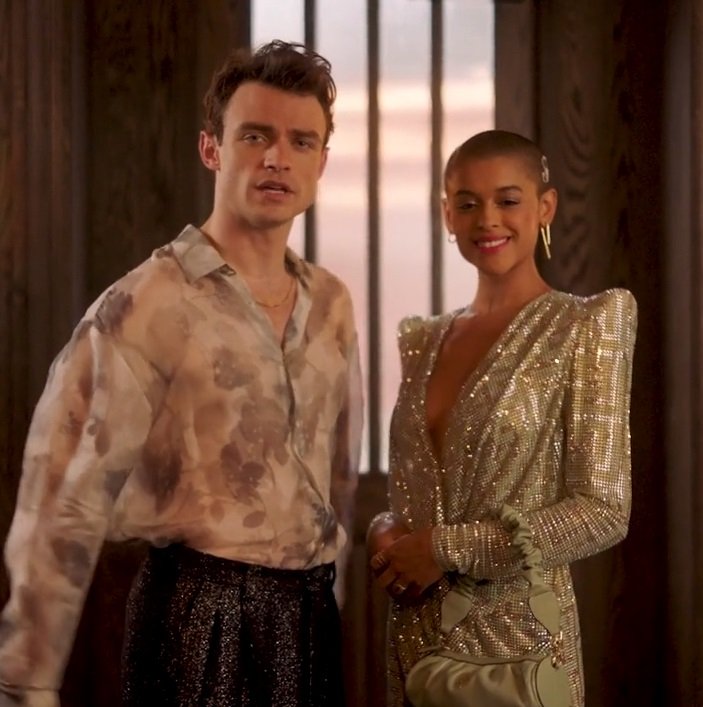
Thomas Doherty és Jordan Alexander

1995. április 21-én született Edinburgh-ban. Van egy bátyja és egy húga. Az Edinburgh-i Royal High School-ba járt. Középiskola után az MGA Színművészeti Akadémia hallgatója volt.

## Pályafutása
Első komolyabb szerepe a The Lodge című sorozatban volt, mint Sean Matthews. A sorozatot Belfastban forgatták. 2017-ben Utódok 2. című filmben szerepelt. 2019-ben feltűnt az Utódok 3. című folytatásban is. 2017 augusztusában a Vogue magazin a világ 50 legfittebb férfija közé sorolta. 2019 és 2020 között a CW Legacies – A sötétség öröksége sorozatában szerepelt, mint Sebastian. 2020 márciusában csatlakozott az HBO Max Gossip Girl című sorozatához.

## Magánélete
2016 és 2020 között Dove Cameron színésznővel járt.

## Filmográfia

### Film
| Év   | Magyar cím | Eredeti cím             | Szerep         | Megjegyzések              |
| ---- | ---------- | ----------------------- | -------------- | ------------------------- |
| 2014 |            | Congratulations, Josh!  | Josh           |                           |
| 2016 |            | Lord of the Dance       | Neil Tucker    | rövidfilm                 |
| 2018 |            | High Strung: Free Dance | Zander         |                           |
| 2022 | A meghívás | The Invitation          | Walter Deville | magyar hangja Fehér Tibor |

### Televízió
| Év        | Magyar cím                        | Eredeti cím                        | Szerep           | Megjegyzések                                                       |
| --------- | --------------------------------- | ---------------------------------- | ---------------- | ------------------------------------------------------------------ |
| 2013      | Drakula                           | Dracula                            | utcagyerek       | 1 epizód                                                           |
| 2016–2017 | The Lodge                         | The Lodge                          | Sean Matthews    | - főszereplő - magyar hangja:[forrás?] - Czető Roland              |
| 2017      | Utódok 2.                         | Descendants 2                      | Harry Hook       | - tévéfilm - magyar hangja: - Ágoston Péter                        |
| 2017      | A víz alatt: Utódok rövidfilm     | Under The Sea: A Descendants Story | Harry Hook       | rövidfilm                                                          |
| 2019      | Utódok 3.                         | Descendants 3                      | Harry Hook       | - tévéfilm - magyar hangja: - Ágoston Péter                        |
| 2019      | Nagy Katalin                      | Catherine the Great                | Peter Zavadovsky | 3 epizód                                                           |
| 2019–2020 | Legacies – A sötétség öröksége    | Legacies                           | Sebastian        | - visszatérő szereplő (10 epizód) - magyar hangja: - Hevesi László |
| 2020      |                                   | High Fidelity                      | Liam Shawcross   | 3 epizód                                                           |
| 2021–2023 | Gossip Girl – Az új pletykafészek | Gossip Girl                        | Maximus Wolfe    | főszereplő                                                         |
| 2024      |                                   | Girls5eva                          | Gray Holland     | 3 epizód                                                           |
| 2024–     | Hazudj!                           | Tell Me Lies                       | Leo              |                                                                    |